# 王奇雲
王奇雲，江西安福县人，清朝政治人物。捐生出身。
嘉庆二十一年三月，擔任清朝廣東省潮州府豐順縣知縣。后由袁礪金接任。嘉庆二十二年七月回任。后由方士俊接任。道光元年八月回任。后由錢兆雲接任。